# Валу луј Трајан (Констанца)
Валу луј Трајан (рум. Valu lui Traian) је насеље и седиште истоимене општине Валу луј Трајан у округу Констанца у Румунији. Према попису из 2021. у насељу је живело 16.617 становника.

## Становништво
| 2002. | 2011.  | 2021.  |
| ----- | ------ | ------ |
| 8.824 | 12.376 | 16.617 |

Валу луј Трајан је пето највеће насеље у округу Констанца по броју становника. Према попису из 2021. у њему је живело 16.617 становника што је за 4.241 више (+34,27%) у односу на попис из 2011. када је било 12.376 становника.
Према попису из 2021. већину станоништва чинили су Румуни (74,14%), а значајно су присутни и Татари (6,61%), Турци (1,43%) и Роми (1,25%).
| Етнички састав према попису из 2021.‍ | Етнички састав према попису из 2021.‍ | Етнички састав према попису из 2021.‍ | Етнички састав према попису из 2021.‍ | Етнички састав према попису из 2021.‍ |
| ------------------------------------ | ------------------------------------ | ------------------------------------ | ------------------------------------ | ------------------------------------ |
|                                      |                                      |                                      |                                      |                                      |
| Румуни                               | Румуни                               |                                      | 12.320                               | 74,14%                               |
| Татари                               | Татари                               |                                      | 1.098                                | 6,61%                                |
| Турци                                | Турци                                |                                      | 237                                  | 1,43%                                |
| Роми                                 | Роми                                 |                                      | 207                                  | 1,25%                                |
| Липовани                             | Липовани                             |                                      | 11                                   | 0,07%                                |
| Грци                                 | Грци                                 |                                      | 10                                   | 0,06%                                |
| Италијани                            | Италијани                            |                                      | 5                                    | 0,03%                                |
| Мађари                               | Мађари                               |                                      | 4                                    | 0,02%                                |
| Остали                               | Остали                               |                                      | 34                                   | 0,20%                                |
| Непознато                            | Непознато                            |                                      | 2.691                                | 16,19%                               |